# D. B. Cooper
D. B. Cooper é o epíteto popularmente usado para se referir a um homem não identificado que sequestrou um Boeing 727 da Northwest Airlines no espaço aéreo entre Portland, Oregon, e Seattle, Washington, no dia 24 de novembro de 1971 e extorquiu uma quantia de duzentos mil dólares em resgate, pulando de paraquedas para um destino incerto. Apesar de uma grande perseguição e uma investigação ainda ativa pelo FBI, o culpado nunca foi localizado ou positivamente identificado. O caso permanece como o único sequestro aéreo sem solução na história da aviação dos Estados Unidos.
O suspeito comprou uma passagem usando o pseudônimo Dan Cooper, porém devido a uma falha de comunicação da mídia ele acabou ficando conhecido na cultura popular como D. B. Cooper. Centenas de pistas foram investigadas durante os anos, porém nenhuma evidência conclusiva sobre a identidade de Cooper e sua localização jamais foi encontrada. Várias teorias das mais variadas plausibilidades foram propostas por especialistas, jornalistas e entusiastas amadores. A descoberta em 1980 de um pequeno esconderijo das notas do resgate renovou o interesse, mas acabou apenas aumentando o mistério, com a grande maioria das notas nunca tendo sido recuperadas.
Apesar dos investigadores do FBI insistirem desde o começo que Cooper provavelmente não sobreviveu a seu arriscado salto, a agência mantém o caso ainda em aberto – que já possui mais de sessenta volumes – e continua a provocar novas ideias criativas e novas pistas. "Talvez um hidrólogo possa usar a última tecnologia para rastrear os U$ 5.800 em dinheiro do resgate encontrados em 1980 até onde Cooper aterrissou rio acima", sugeriu o agente especial Larry Carr, líder das investigações desde 2006, "Ou talvez alguém apenas se lembre daquele tio estranho".

## Sequestro
O incidente começou no meio da tarde na véspera de Ação de Graças, 24 de novembro de 1971, no Aeroporto Internacional de Portland em Portland, Oregon. Um homem carregando uma maleta preta aproximou-se do guichê de voo da Northwest Airlines. Ele se identificou como "Dan Cooper" e comprou uma passagem de ida no Voo 305, uma viagem de trinta minutos até Seattle, Washington.
Cooper entrou na aeronave, um Boeing 727-100 (registro N467US) e sentou-se na poltrona 18C (18E em um relato e 15D em outro) no final da cabine de passageiros. Ele acendeu um cigarro e pediu um uísque e refrigerante. Testemunhas abordo lembram de um homem na casa dos quarenta anos, entre 1,78 m e 1,83 m de altura. Ele usava uma leve capa de chuva preta, um terno escuro, mocassins, uma camisa de colarinho branco bem passada, uma gravata preta e um alfinete de gravata de madrepérola.

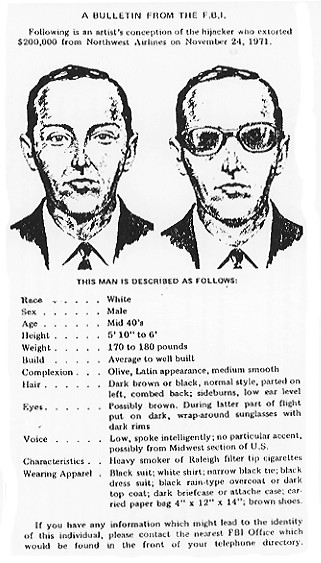
Cartaz de procurado de Cooper feito pelo FBI.

O Voo 305 decolou no horário às 14h30min, com aproximadamente um terço lotado. Cooper passou um bilhete para Florence Schaffner, a comissária de bordo mais perto dele em um assento preso à porta traseira. Schaffner colocou o bilhete na bolsa sem olhá-lo achando que continha o telefone de um solitário homem de negócios. Cooper inclinou-se para ela e sussurrou, "Srta., é melhor você olhar aquele bilhete. Eu tenho uma bomba".
O bilhete foi escrito com uma caneta de feltro, de forma clara e com todas as letras maiúsculas. Lia-se, aproximadamente, "Tenho uma bomba na minha maleta. Vou usá-la se necessário. Quero que você sente-se ao meu lado. Você está sendo sequestrada". Schaffner atendeu o pedido e pediu para ver a bomba. Cooper abriu a maleta o suficiente para que ela pudesse ver oito cilindros vermelhos ("quatro em cima de quatro") presos em fios com isolamento vermelho, junto com uma grande bateria cilíndrica. Depois de fechar a maleta, ele exigiu duzentos mil em "moeda americana negociável", quatro paraquedas (dois primários e dois de reserva), e um caminhão de combústivel esperando em Seattle para reabastecer a aeronave. Schaffner transmitiu as instruções de Cooper para a cabine de comando; quando ela voltou, ele estava usando óculos escuros.
William Scott, o piloto, contatou o controle de tráfego aéreo no Aeroporto Internacional de Seattle-Tacoma, que por sua vez informou as autoridades locais e federais. Os outros 36 passageiros foram informados que sua chegada a Seattle seria atrasada por causa de uma "pequena dificuldade mecânica". Donald Nyrop, presidente da Northwest, autorizou o pagamento do resgate e ordenou que todos os funcionários cooperassem com o sequestrador. A aeronave voou em círculos sobre o Puget Sound por aproximadamente duas horas para dar tempo a polícia de Seattle e o FBI reunir o dinheiro e os paraquedas de Cooper, além de mobilizar pessoal de emergência.
Schaffner lembra que Cooper parecia conhecer bem o terreno local; em certo momento ele comentou, "Parece Tacoma lá em baixo", no momento que o avião sobrevoava a cidade. Ele também mencionou corretamente que a Base Aérea McChord ficava a vinte minutos de carro do aeroporto de Seattle. Schaffner o descreveu como calmo, educado e bem letrado, inconsistente com todos os estereótipos associados com sequestradores aéreos na época (criminosos enfurecidos e duros, ou dissidentes políticos "leve-me a Cuba"). Tina Mucklow, outra comissária de bordo, concordou. "Ele não estava nervoso", contou aos investigadores, "Ele parecia bastante agradável. Nunca foi cruel ou mau. Ele ficou pensativo e calmo o tempo todo". Cooper pediu mais um uísque e água, pagou pela bebida (insistindo para Schaffner ficar com o troco) e se ofereceu para pedir refeições a tripulação durante a parada em Seattle.
Agentes do FBI reuniram o dinheiro de vários bancos da área de Seattle – dez mil notas de vinte dólares, muitas das quais com o número de série começando com a letra "L" indicando impressão pelo Banco Central Federal de São Francisco, a maioria carregando a designação "Série 1969-C" – e tiraram fotografias em microfilme de cada nota. Cooper recusou os paraquedas militares inicialmente oferecidos pelas autoridades, exigindo paraquedas civis com cordas de abertura operadas manualmente. A polícia de Seattle os conseguiu em uma escola de paraquedismo local.

### Liberação dos passageiros
Cooper foi informado às 17h24min que suas exigências haviam sido cumpridas, e às 17h39min a aeronave pousou no Aeroporto de Seattle-Tacoma. Ele instruiu Scott a taxiar até uma área isolada e bem iluminada e apagar todas as luzes da cabine para impedir a ação de atiradores de elite da polícia. Al Lee, gerente de operações de Northwest em Seattle, aproximou-se da aeronave em roupas civis (para evitar que Cooper confundisse o uniforme da companhia com o de oficial policial) e entregou a Mucklow pelas escadas traseiras uma mochila com o dinheiro e os quatro paraquedas. Assim que a entrega foi finalizada, Cooper permitiu que todos os passageiros, Schaffner e a comissária sênior Alice Hancock saíssem da aeronave.
Cooper delineou seu plano de voo para a equipe da cabine durante o reabastecimento: um curso sudeste em direção a Cidade do México na velocidade mínima possível sem estolar a aeronave (aproximadamente 100 nós [190 km/h]) em uma altitude de três mil metros. Ele ainda especificou que o trem de pouso permanecesse baixado na posição de decolagem/aterrissagem, os flaps fossem abaixados em 15° e que a cabine de passageiros permanecesse despressurizada. O copiloto William Rataczak informou Cooper que o alcance do avião ficava limitado a 1 600 km na configuração de voo especificada, significando que seria necessário um segundo reabastecimento antes de entrarem no México. Cooper e a tripulação discutiram opções e concordaram em Reno, Nevada, como parada de reabastecimento. Finalmente, Cooper disse para a aeronave decolar com a porta traseira abaixada e sua escada estendida. O escritório da Northwest se opôs, afirmando que não era seguro decolar com a escada aberta. Cooper afirmou que era sim seguro, mas que não discutiria o assunto; ele mesmo a abaixaria uma vez no ar.
Um oficial da FAA pediu para se encontrar pessoalmente com Cooper abordo da aeronave, mas ele recusou. O processo de reabastecimento foi adiado por causa de uma obstrução de vapor na bomba do caminhão tanque, deixando Cooper inquieto. Ele permitiu que um segundo caminhão continuasse o processo – e um terceiro depois que o segundo ficou vazio.

### De volta ao ar

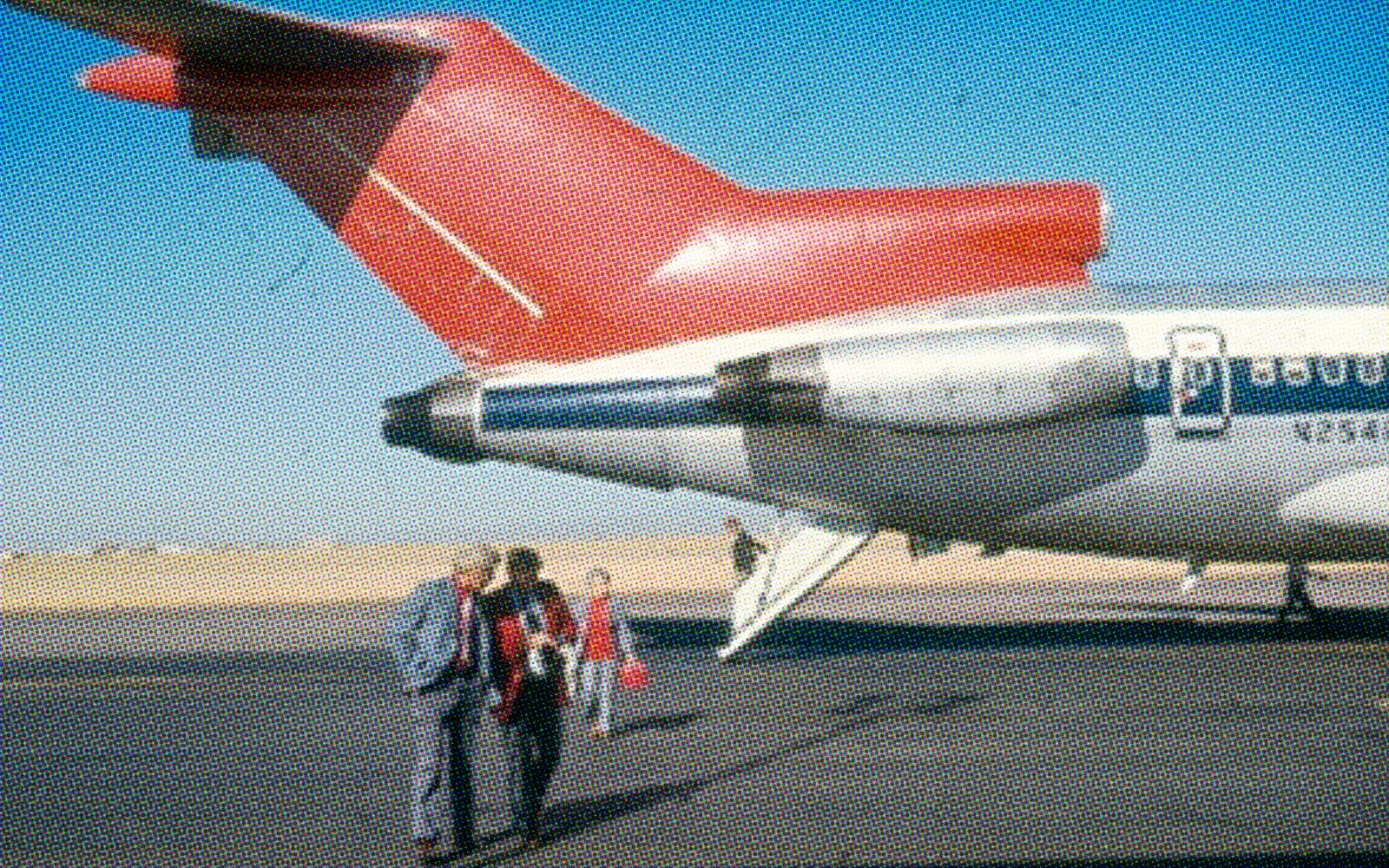
A escada traseira de um Boeing 727 aberta.

Às 19h40min, aproximadamente, o 727 decolou com apenas Cooper, Scott, Mucklow, Rataczak e o engenheiro de voo H. E. Anderson abordo. Dois caças Convair F-106 Delta Dart da Base Aérea McChord seguiram a aeronave, um acima e o outro abaixo, fora da visão de Cooper. Um Lockheed T-33, retirado de uma missão da Guarda Aérea Nacional, também seguiu o 727 até ficar com pouco combustível e voltar para a divisa do Oregon com a Califórnia.
Após a decolagem, Cooper mandou Mucklow se juntar ao resto da tripulação na cabine e ficarem lá com a porta fechada. Enquanto se dirigia até lá, ela observou Cooper amarrando alguma coisa em sua cintura. Por volta dàs 20h uma luz acendeu na cabine indicando que o mecanismo da escada traseira havia sido acionado. A tripulação perguntou a Cooper através do intercomunicador se ele precisava de ajuda, e ele respondeu simplesmente dizendo "Não!".
Às 20h13min, aproximadamente, a seção da cauda do avião sofreu um súbito movimento ascendente, grande o bastante para precisar de correção por parte dos pilotos até o nivelarem novamente. Scott e Rataczak pousaram o 727, ainda com a escada traseira abaixada, no Aeroporto de Reno por volta dàs 22h15min. Agentes dos FBI, policiais estaduais, agentes do xerife e a polícia de Reno cercaram a aeronave, já que ainda não havia sido confirmado que Cooper não estava mais abordo; uma busca armada logo confirmou que ele desaparecera.

## Investigação
Os agentes do FBI encontraram 66 impressões digitais não identificadas abordo da aeronave, a gravata preta e o alfinete de gravata de madrepérola de Cooper e dois dos quatro paraquedas, um dos quais havia sido aberto e dois cordames cortados de seu dossel. Foram entrevistadas testemunhas em Portland, Seattle e Reno, e todos os indivíduos que interagiram pessoalmente com Cooper. Um série de retratos falados foram desenvolvidos e compostos a partir dos testemunhos.

A polícia local e agentes do FBI imediatamente começaram a interrogar possíveis suspeitos. Um dos primeiros foi um homem de Oregon chamado D. B. Cooper que tinha uma pequena ficha criminal, contatado pela polícia de Portland no caso do sequestrador ter usado seu nome verdadeiro ou o mesmo pseudônimo usado em um crime anterior. Seu envolvimento foi rapidamente descartado; porém um repórter inexperiente (Clyde Jabin da United Press International na maioria dos relatos, enquanto outros citam Joe Frazier da Associated Press) na pressa de cumprir um prazo, confundiu o nome do suspeito eliminado com o pseudônimo usado pelo criminoso. O erro foi pego e repetido por várias outras fontes e o apelido "D. B. Cooper" se alojou na memória coletiva popular.
- Retrato falado A – 1971
- Retrato falado B – 1972
- Retrato falado C – 1973

## Suspeitos

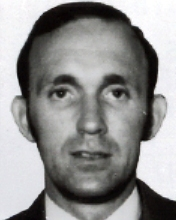
Richard McCoy Jr.

Richard McCoy Jr. (1942–1974) foi um veterano do Exército que serviu em duas missões no Vietnã, inicialmente como especialista em demolições e posteriormente nos Boinas Verdes como piloto de helicóptero. Após sua carreira militar, tornou-se oficial de mandatos na Guarda Nacional de Utah e um entusiasta de paraquedismo recreativo, com aspirações de se tornar policial rodoviário em Utah. 
Em 7 de abril de 1972, McCoy realizou o mais famoso dos sequestros aéreos no mesmo modus operandis que D.B. Cooper. Ele embarcou no voo 855 da United Airlines (um Boeing 727 com escada traseira) em Denver, Colorado, e, brandindo o que mais tarde se revelou ser um peso de papel semelhante a uma granada de mão e uma pistola descarregada, exigiu quatro paraquedas e US$ 500.000. Após a entrega do dinheiro e dos paraquedas no Aeroporto Internacional de São Francisco, McCoy ordenou que a aeronave voltasse ao ar e saltou de paraquedas sobre Provo, Utah, deixando para trás suas instruções manuscritas do sequestro e suas impressões digitais em uma revista que estava lendo.
Ele foi preso em 9 de abril com o dinheiro do resgate em sua posse e, após julgamento e condenação, recebeu uma sentença de 45 anos de prisão. Dois anos depois, escapou da Penitenciária Federal de Lewisburg com vários cúmplices, usando um caminhão de lixo para arrombar o portão principal. Três meses depois, foi rastreado até Virginia Beach, onde morreu em um tiroteio com agentes do FBI.
No livro de 1991 D.B. Cooper: The Real McCoy, o oficial de condicional Bernie Rhodes e o ex-agente do FBI Russell Calame afirmaram ter identificado McCoy como o famoso sequestrador D.B. Cooper. Eles citaram semelhanças óbvias entre os dois sequestros, declarações da família de McCoy de que a gravata e o prendedor de pérola deixados no avião pertenciam a McCoy, e a recusa de McCoy em admitir ou negar que era Cooper. Um defensor dessa teoria foi o agente do FBI que matou McCoy, que afirmou: "Quando atirei em Richard McCoy, atirei em D.B. Cooper ao mesmo tempo."
Embora não haja dúvida razoável de que McCoy cometeu o sequestro em Denver, o FBI não o considera suspeito no caso de Cooper devido a discrepâncias de idade e descrição (por exemplo, McCoy tinha 29 anos, com orelhas proeminentes), habilidades de paraquedismo muito superiores às que se acreditava que o sequestrador possuía, e evidências confiáveis de que McCoy estava em Las Vegas no dia do sequestro em Portland e em casa, em Utah, no dia seguinte, jantando com sua família no Dia de Ação de Graças.

Seus filhos, Chanté e Rick McCoy III, porém, em 2024 reacenderam essa teoria ao alegarem que o paraquedas encontrado em sua casa é o mesmo utilizado no famoso sequestro de 1971. Segundo eles, o item corresponde ao modelo modificado por Earl Cossey, paraquedista veterano que preparou o equipamento para D.B. Cooper. Os irmãos afirmaram que só divulgaram a descoberta após a morte da mãe, por temerem que ela pudesse ser incriminada como cúmplice. O FBI está em posse do paraquedas e coletou amostras de DNA, com a possibilidade de exumar o corpo de McCoy para novas análises.